# The Wedding Singer
The Wedding Singer er en romantisk komedie film skrevet af Tim Herlihy og instrueret af Frank Coraci. Med Adam Sandler i hovedrollen som en bryllupssanger i 1980'erne og Drew Barrymore som servitricen han forelsker sig i. 

## Medvirkende
- Adam Sandler som Robert J. 'Robbie'
- Drew Barrymore som Julia 'Jules' Sullivan
- Christine Taylor som Holly Sullivan
- Allen Covert som Sammy
- Matthew Glave som Glenn Gulia
- Ellen Albertini Dow som Rosie
- Angela Featherstone som Linda
- Alexis Arquette som George Stitzer
- Christina Pickles som Angie Sullivan
- Frank Sivero som Andy
- Billy Idol som Ham selv
- Jodi Thelen som Kate
- Steve Buscemi som David Veltri
- Michael Shuman som The Bar Mitzvah dreng